# Petronas
PETRONAS, viết tắt của Petroliam Nasional Berhad(tiếng Anh: National Petroleum Limited), là một công ty dầu khí thuộc sở hữu của chính phủ Malaysia, được thành lập ngày 17 tháng 8 năm 1974. Công ty này thuộc 100% sở hữu của chính phủ và được quyền khai thác toàn bộ tài nguyên dầu mỏ và khí đốt ở Malaysia và gia tăng giá trị cho những tài nguyên này. Petronas được xếp vào nhóm Fortune Global 500 gồm những công ty lớn nhất thế giới. Tạp chí Fortune xếp Petronas hạng 158 trong danh sách Fortune Global 500 vào năm 2019.
Hiện Petronas hoạt động ở 31 quốc gia. Đến cuối tháng 3 năm 2005, tập đoàn này đã có 103 công ty 100% vốn, 19 đơn vị có sở hữu một phần và 57 công ty liên kết. Ngày 11 tháng 3 năm 2007, thời báo Financial Times xác định Petronas là một trong "new seven sisters": các công ty dầu khí quốc doanh có ảnh hưởng nhất từ các quốc gia ngoài nhóm OECD.
Petronas đã xây Petronas Twin Towers (khai trương 1998), là tháp đôi cao nhất và từng là tòa nhà cao nhất thế giới, để làm trụ sở cho tập đoàn này.
Ngày 6 tháng 6 năm 2020, Thủ tướng Malaysia bổ nhiệm Giám đốc tài chính Tập đoàn, ông Tengku Muhammad Taufik Tengku Aziz, làm Tổng Giám đốc điều hành (CEO) Tập đoàn Petronas, thay thế ông Wan Zulkiflee Wan Ariffin. Quyết định thay đổi sẽ chính thức từ ngày 1 tháng 7 năm 2020.